# Californication (televisieserie)
Californication is een Amerikaanse komische televisieserie, gecreëerd door Tom Kapinos. Het verhaal draait rond Hank Moody (David Duchovny), een seksverslaafde, getormenteerde schrijver die van New York naar Californië verhuist. Hij was lang samen met Karen (Natascha McElhone), met wie hij een dochter heeft: Becca (Madeleine Martin).
Hank en Karen lijken op het eerste gezicht een droomkoppel, maar niets is minder waar. Hank wil niet trouwen met Karen en het gaat niet goed tussen hen, dit door de drukte rondom de verfilming van Hank's boek. Karen leert Bill kennen, een alleenstaande (rijke) vader. Karen stort haar hart uit bij Bill over haar relatieproblemen. Uiteindelijk gaat zij vreemd met Bill (hier begint de serie). Hank probeert met alle macht om Karen terug te winnen, maar geniet ondertussen ook van het leven en van de vrouwen. Hij slaagt er uiteindelijk in Karen terug te winnen, maar ook deze keer loopt de relatie spaak. In de eerste aflevering zien we Hank seks hebben met een zekere Mia (Madeline Zima), die hem tijdens de daad een kaakslag verkoopt. Pas later blijkt dat ze Bills dochter is, en wat erger is: ze is pas 16.
In Nederland liep de reeks op Comedy Central, in België op Acht, nadat de eerste seizoenen uitgezonden werden door 2BE. Er zijn zeven seizoenen gemaakt van elk 12 afleveringen.

## Rolverdeling
| Karakter              | Acteur            | Beschrijving Karakter |
| --------------------- | ----------------- | --- |
| Hank Moody            | David Duchovny    | Uitgebloeide schrijver die geen inspiratie weet te vinden voor zijn nieuwe boek. Hij probeert zijn ex-vriendin, Karen, terug te winnen.                                                 |
| Karen van der Beek    | Natascha McElhone | Ex-vriendin van Hank, verhuisde indertijd met hem naar Californië voor de verfilming van Hanks laatste boek. Daar leerde ze Bill kennen en verliet ze Hank na verloop van tijd.         |
| Charlie Runkle        | Evan Handler      | Hanks agent. Is getrouwd met Marcy, maar belandt in een affaire met zijn secretaresse.                                                                                                  |
| Rebecca "Becca" Moody | Madeleine Martin  | De, door haar overdosis levenservaring, vroegwijze dochter van Hank en Karen. |
| Mia Cross             | Madeline Zima     | Dochter van Bill. Heeft in de eerste aflevering seks met Hank en ziet een tweede keer ook wel zitten. Steelt het manuscript van Hanks nieuwe boek en geeft het uit als haar eigen werk. |
| Marcy Runkle          | Pamela Adlon      | Charlies vrouw. Werkt als bikiniwaxer. |

### Terugkerende personages
- Dani California (Rachel Miner) - De secretaresse van Charlie. Ze verleidt Charlie om hem daar later mee te chanteren als ze zelf uitgever wil worden.
- Sonja (Paula Marshall) - Vriendin van Karen
- Bill Cross (Damian Young) - Bill is de verloofde van Karen in seizoen 1, hij bezit een magazine waar Hank door een list van zijn uitgever voor begint te bloggen.
- Daisy (Carla Gallo) - Pornoster die Charlies vriendin en klant wordt in seizoen 2.
- Lew Ashby (Callum Keith Rennie) - Succesvolle muziek-producer die aan Hank vraagt om zijn memoires te schrijven.
- Michelle (Michelle Lombardo)
- Beatrice (Judy Greer) - is een prostituee die seks heeft met Hank

## Dvd-uitgiftes
| Naam                     | Afleveringen | Datum Uitgave    | Datum Uitgave    | Datum Uitgave |
| Naam                     | Afleveringen | Regio 1          | Regio 2          |               |
| ------------------------ | ------------ | ---------------- | ---------------- | ------------- |
| Volledige Eerste Seizoen | 12           | 17 juni 2008     | 16 juni 2008     |               |
| Volledige Tweede Seizoen | 12           | 25 augustus 2009 | 10 augustus 2009 |               |
| Volledige Derde Seizoen  | 12           | 30 april 2011    | 30 april 2011    |               |
| Volledige Vierde Seizoen | 12           | 1 november 2011  | 16 november 2011 |               |